# Heteria extensa
Heteria extensa är en tvåvingeart som beskrevs av Malloch 1930. Heteria extensa ingår i släktet Heteria och familjen parasitflugor. Inga underarter finns listade i Catalogue of Life.